# 上野樹里
上野 樹里（うえの じゅり、1986年〈昭和61年〉5月25日 - ）は、日本の女優。本名は和田 樹里（わだ じゅり）。旧姓は上野。兵庫県加古川市出身。アミューズ所属（2022年3月31日まで）を経て、個人事務所での活動（Don-crewと業務提携）。

## 概要

### 家族
- 母親を中学時代に病気で亡くしている[4]。三人姉妹の末っ子で、DJ SAORIは長姉、上野まなは次姉。夫はTRICERATOPSの和田唱（和田誠と平野レミの長男）。

### 人物
- 幼稚園から加古川市立加古川小学校[5]6年生までピアノを習っており、演奏できる楽器はピアノとサックスである。また、作詞作曲ができピアノで弾き語りができる。
- 特技は陸上短距離である[6]。加古川市立加古川中学校[5]時代は陸上部のエースとして活躍していた。日出高等学校（途中普通科から通信制へ編入）卒業[7]。
- 趣味は音楽鑑賞と料理[6]。和食をよく作り、肉より魚が好物。
- 視力が悪く、中学校からコンタクトレンズを愛用している。
- 座右の銘は「早く丸くなる必要はない」。

### 女優活動
- 女優を目指し始めたきっかけについて、「初めはモデルか歌手に憧れていたが、母親の『芝居もできたらええのになあ』という言葉で女優を目指し始めた」と語っている。
- 以前は小さな事務所に所属していたために、『スウィングガールズ』まではほとんどの役をオーディションで得ていた。『てるてる家族』の最終オーディションでは、尻字（お尻で文字を書くこと）を実演した。「特技って言われて、特になかったので、尻字でいいやって。"おもしろいことをしたほうがいいだろうな。でも、おもしろいことっていっても特にないな"って思って、"何でもいいや!"って、審査員の前で自分を捨てました(笑)」と語っている[8]。
- 『ジョゼと虎と魚たち』では17歳にして、ベッドシーンも含む22歳の大学生役を演じている。
- 共演した俳優や監督からはよく"天才"と評される。『てるてる家族』で共演した岸谷五朗が上野の才能を見抜いて、岸谷と同じ事務所のアミューズに移籍させた。その際上野は「自分を育ててくれた今の事務所を裏切ることはできない」とアミューズへの移籍を拒否。そこでアミューズは上野1人のために上野の所属事務所ごと吸収合併という手段を採った。他のタレントも全員アミューズに移籍となり、その中には吉高由里子らがいた[9]。
- 『虹の女神』では主人公の言動に納得が行かず、撮影を中断して監督や出演者とディスカッションした。プロデューサーの岩井俊二に自分の演技論を熱くぶつけたが、一蹴されたため泣き出してしまった。しかし岩井は上野の演技に対する熱意に一目置くようになった[9]。
- 『奈緒子』では上野演じる奈緒子と共演者の三浦春馬演じる雄介とは2人の過去のいきさつから距離感のある役柄の設定であり、上野と三浦自身も当初は距離感があったというが、クランクインまでに仲良くなった上で、作品では距離感のある演技を表現できるように心がけたという。三浦は上野に対して、「凄くお芝居を追究する方。僕が軽い気持ちで雄介（役名）のこの台詞どう思う？って聞いたら、凄く熱く真剣に考えて語ってくれて、僕は軽いノリでそんなに真剣に聞いたわけじゃなかったので、その時は凄くびっくりしました。自分の役だけじゃなくて他の人の役もしっかり考えてくれる人って、なかなかいないんじゃないかな。」と語っている[8]。
- 『グーグーだって猫である』の撮影では、森三中の三人と仲良くなり、上野を含めて森四中のようだったと、共演者に評された。クランクアップに近づくにつれ、森三中にからかわれるようになり、撮影中に泣いてしまった事もある[10]。
- 『ラスト・フレンズ』では性同一性障害を抱えた男勝りなモトクロス選手を演じるため、役作りで髪を切りベリーショートにした。その後はすぐにまた髪を伸ばし、映画『のだめカンタービレ 最終楽章』ではテレビドラマの時と同じボブカットに戻っている。

### エピソード
- 『てるてる家族』で共演した上原多香子によると「私もみんなから良く天然だといわれるんですけど、樹里ちゃんの方がすごい」という。また、秋子は原作ではマジメな優等生役だったのだが、製作者が上野を面白がって「行き詰まると突然マンボを踊り出す」役にしたとのこと[8]。
- 事務所の先輩である岸谷五朗は「違う動物かな？会話が最後まで成立しない」と語っている[9]。
- 2010年、映画『のだめカンタービレ最終楽章 後編』の番宣で『笑っていいとも』に出演した際、"芸能人プライベート回答合計「100」を超えたら負け!"のコーナーで初めて自分でCD・レコードを買った年齢は11歳、購入したCDは夫の和田唱が在籍するTRICERATOPSの「if」である、と回答した[11]。
- 『ラスト・フレンズ』で共演した長澤まさみとの間に不仲説が出ていたが、2021年に戸田恵梨香と水川あさみが互いの不仲説を否定した際に、上野は「水川あさみちゃん、戸田恵梨香ちゃん、偉いよ！最高だよ」と綴り、続けて「私もつらい時期あったよ。なんか知らないけど長澤まさみちゃんと仲悪いとか共演NGとかさ。意味わからない事たくさん」と長澤との不仲説が出たことによる苦しみを告白。長澤とは撮影現場で会えば話をする仲だとして不仲説を全面否定した[12]。

## 略歴
2000年、小学館のファッション誌の専属オーディションに応募。最終選考まで残り、その際にモデル事務所ウィルコーポレーション（のちにアミューズに吸収合併。2004年5月14日にアミューズ公式ファイルに初登場して移籍が判明）の社長にスカウトされ、所属することになる。
2001年、当時P&Gヘルスケアから発売されていた「クレアラシル」の3代目イメージガールに選ばれ、芸能界デビュー。
2002年、NHK月曜ドラマ『生存 愛する娘のために』で女優デビュー。
2003年、NHK朝の連続テレビ小説『てるてる家族』のヒロインオーディションで次点となり、三女秋子役を演じる。
2004年、主演した映画『スウィングガールズ』のヒットで、第28回（2004年度）日本アカデミー賞新人俳優賞を受賞。
2006年、フジテレビ系月9ドラマ『のだめカンタービレ』の主人公・野田恵を演じて脚光を浴び、第51回（2006年10月期）ザテレビジョンドラマアカデミー賞主演女優賞を、また、2007年度エランドール賞新人賞を受賞した。
2007年5月23日、ドラマ『のだめカンタービレ』の劇中使用曲であった『おなら体操』でエピックレコードジャパンから歌手デビュー。同年12月5日、小椋佳作詞作曲のシングル『じーじのえてがみ 〜グランドファザーズ・レター〜』を発売。
2008年、フジテレビ系木10ドラマ『ラスト・フレンズ』で性同一性障害の女性を演じて役の幅を広げ、第57回（2008年4月期）ザテレビジョンドラマアカデミー賞助演女優賞や、第12回「日刊スポーツ・ドラマグランプリ（GP）」の助演女優賞、2008年ギャラクシー賞6月度月間賞など多数の賞を受賞した。
2009年、映画・天体小説「PLANETARIUM・桜井亜美監督」劇中の野辺山のシーンの特別監督を手掛ける。
2010年、Twitterを通して出会った男女5人の青春群像ドラマ『素直になれなくて』（フジテレビ系木10ドラマ）で、瑛太とW主演かつ8度目の共演。同年6月30日、自身が作詞作曲したシングル『えがおのはな』を発売。
2011年、『江〜姫たちの戦国〜』の江役でNHK大河ドラマ初主演。
2016年5月25日、ロックバンド・TRICERATOPSのボーカリスト・和田唱と結婚したことを所属事務所を通して発表した。婚姻届は東京都内の区役所に代理人を通じて提出。
2018年、『グッド・ドクター』（フジテレビ系木10ドラマ）で結婚後初、2年半ぶりの連ドラ出演を果たす。
2019年、『監察医 朝顔』で13年ぶりにフジテレビ系月9ドラマの主演を務める。
2021年、加古川市の観光大使に任命される。
2022年3月31日付でアミューズを退所。以後は個人事務所での活動となり、元マネジャーの男性が代表を務める芸能事務所「Don-crew（ドンクルー）」と業務提携。同社がマネジメント業務を行っている。

## 出演

### ドラマ

#### テレビドラマ
- 生存 愛する娘のために（2002年2月11日 - 3月4日、NHK） - 武田佐和子 役
- お義母さんといっしょ（2003年1月7日 - 3月11日、フジテレビ） - 松井香織 役
- 連続テレビ小説 てるてる家族（2003年9月29日 - 2004年3月27日、NHK） - 岩田秋子（三女） 役
- ほんとにあった怖い話「行きずりの紊乱者」（2004年3月6日、フジテレビ） - 主演・内山絵理 役
- オレンジデイズ（2004年4月11日 - 6月20日、TBS、日曜劇場） - 桐島あゆみ 役
- ドラマスペシャル さよなら、小津先生（2004年11月26日、フジテレビ） - 小山サヤカ 役
- やがて来る日のために（2005年5月6日、フジテレビ、山田太一ドラマスペシャル、金曜エンタテイメント） - 秋月恵美 役
- エンジン（2005年4月18日 - 6月27日、フジテレビ、月9） - 星野美冴 役
- 金田一少年の事件簿 吸血鬼伝説殺人事件（2005年9月24日、日本テレビ） - 七瀬美雪 役（ヒロイン）
- 翼の折れた天使たち「第四夜　スロット」（2006年3月2日、フジテレビ） - 主演・下条涼子 役
- 僕たちの戦争（2006年9月17日、TBS） - 鴨志田ミナミ 役（ヒロイン）
- のだめカンタービレ（2006年10月16日 - 12月25日、フジテレビ、月9） - 主演・野田恵 役[注 2]
  - のだめカンタービレ 新春スペシャル in ヨーロッパ（2008年1月4・5日）
- 冗談じゃない!（2007年4月15日 - 6月24日、TBS、日曜劇場） - 高村絵恋 役（ヒロイン）
- まるまるちびまる子ちゃん 20年後の同窓会SP（2007年7月12日、フジテレビ） - 大人になったまる子 役
  - まるまるちびまる子ちゃん 最終回ドラマSP「南の島で大ピンチ」（2008年2月28日、フジテレビ） - 20歳のまる子 役
- ロス:タイム:ライフ「第四節　看護師編」（2008年、フジテレビ） - 主演・松永由紀子 役
- ラスト・フレンズ（2008年4月10日 - 6月19日、フジテレビ、木曜劇場） - 岸本瑠可 役
- 上野樹里と5つの鞄（2009年9月、WOWOW）
  - 第一話　ギターケースの女 - 主演・ウエノ 役
  - 第二話　HOPE - 主演・美由紀 役
  - 第三話　となりのとなりのあきら - 主演・美鈴 役
  - 第四話　旅のあいだ - 主演・上野樹里 役
  - 第五話　ある朝、ひなたは突然に - 主演・ひなた 役
- 素直になれなくて（2010年4月15日、フジテレビ、木曜劇場） - 主演・水野月子（ハル）役[注 3]
- 江〜姫たちの戦国〜 （2011年、NHK大河ドラマ） - 主演・江 役[13]
- アリスの棘（2014年4月11日 - 6月13日、TBS、金曜ドラマ） - 主演・水野明日美 役
- ウロボロス〜この愛こそ、正義。（2015年1月16日 - 3月20日、TBS、金曜ドラマ） - 日比野美月 役（ヒロイン）
- このミステリーがすごい! ベストセラー作家からの挑戦状 「リケジョ探偵の謎解きラボ」（2015年11月30日、TBS） - 主演・友永久里子 役[19]
- 家族ノカタチ（2016年1月 - 3月、TBS、日曜劇場） - 熊谷葉菜子 役（ヒロイン）[20]
- オリガミの魔女と博士の四角い時間（2018年4月28日、NHK Eテレ） - 桜子 役[21]
- グッド・ドクター（2018年7月12日 - 9月13日、フジテレビ、木曜劇場） - 瀬戸夏美 役（ヒロイン）
- 監察医 朝顔（2019年7月8日 - 9月23日、フジテレビ、月9） - 主演・万木朝顔 役[22]
  - 監察医 朝顔『特別編』（2019年9月30日）
  - 監察医 朝顔 第2シーズン（2020年11月2日 - [注 4]2021年3月22日）[24]
  - 監察医 朝顔 2022スペシャル（2022年9月26日）
  - 監察医 朝顔2025新春スペシャル（2025年1月3日）[25]
- テセウスの船（2020年1月19日 - 3月22日、TBS、日曜劇場） - 田村由紀 役（特別出演）
- 持続可能な恋ですか?〜父と娘の結婚行進曲〜（2022年4月19日 - 6月21日、TBS、火曜ドラマ） - 主演・沢田杏花 役[26]
- オリガミの魔女と博士の四角い時間（2023年3月4日、NHK Eテレ） - 桜子 役[27]
- 私小説 -発達障がいのボクが純愛小説家になれた理由-（2023年4月7日・8日、テレビ朝日） - 伊佐山優美 役[28]

#### Web配信ドラマ
- シークレット・メッセージ（2015年11月2日 - 11月20日、dTV） - 主演・ハルカ 役 [29]
- ヒヤマケンタロウの妊娠（2022年4月21日、Netflix） - 瀬戸亜季 役[30][31]

### 映画
- ジョゼと虎と魚たち（2003年12月13日公開、アスミック・エース） - 香苗 役
- チルソクの夏（2004年4月17日公開、プレノンアッシュ） - 杉山真理 役 [32]
- スウィングガールズ（2004年9月11日公開、東宝） - 主演・鈴木友子 役
- 亀は意外と速く泳ぐ（2005年7月2日公開、ウィルコ） - 主演・片倉スズメ 役
- 笑う大天使（2006年7月15日公開、アルバトロス・フィルム） - 主演・司城史緒 役
- サマータイムマシン・ブルース（2005年9月3日公開、東芝エンタテインメント） - 柴田春華 役（ヒロイン）
- 出口のない海（2006年9月16日、松竹） - 鳴海美奈子 役（ヒロイン）
- 幸福のスイッチ（2006年10月14日、東京テアトル） - 主演・稲田怜 役
- 虹の女神 Rainbow Song（2006年10月28日公開、東宝） - 佐藤あおい 役（ヒロイン）
- 7月24日通りのクリスマス（2006年11月3日、東宝） - 神林メグミ 役
- 奈緒子（2008年2月16日公開、日活） - 主演・篠宮奈緒子 役
- カンフーくん（2008年3月29日公開、角川映画） - 回転寿司の店員 役（友情出演）
- グーグーだって猫である（2008年9月6日公開、アスミック・エース） - ナオミ 役
- コドモのコドモ（2008年9月27日公開、ビターズ・エンド） - スナックのママ 役（友情出演）
- キラー・ヴァージンロード（2009年9月12日公開、東宝） - 主演・沼尻ひろ子 役
- のだめカンタービレ 最終楽章 前編（2009年12月19日公開、東宝） - 主演・野田恵 役[注 2]
- のだめカンタービレ 最終楽章 後編（2010年4月17日公開、東宝） - 主演・野田恵 役[注 2]
- 陽だまりの彼女（2013年10月12日公開、東宝） - 渡来真緒 役（ヒロイン）
- ビューティー・インサイド（2015年8月20日韓国公開、2016年1月22日日本公開、韓国映画） - ウジン 役[33]
- 青空エール（2016年8月20日公開、東宝） - 杉村容子 役
- お父さんと伊藤さん（2016年10月8日公開、ファントム・フィルム） - 主演・彩 役[34]
- 隣人X 疑惑の彼女（2023年12月1日公開、ハピネットファントム・スタジオ） - 主演・柏木良子 役[35]

#### 吹き替え
- ラストコンサート（2004年発売のDVD版） - 主演・ステラ 役（パメラ・ヴィロレージ）
- リトル・レッド レシピ泥棒は誰だ!?（2007年10月6日公開） - 主演・レッド 役
- パフィンの小さな島（2025年5月30日公開） - ウーナのママ 役[36][37]

#### 特別監督
- 天体小説「PLANETARIUM・桜井亜美監督」（2009年9月26日公開、東風） - 野辺山シーンの特別監督

### 舞台
- ミュージカル「のだめカンタービレ」（2023年10月3日 - 29日、シアタークリエ / 11月3日・4日、サントミューゼ 上田市交流文化芸術センター） - 野田恵 役[38]
  - ミュージカル「のだめカンタービレ」シンフォニックコンサート！（2025年9月6日・7日〈予定〉、Taipei Music Center / 9月13日 - 15日〈予定〉、東京ガーデンシアター）[39]

### ナレーション
- 映画「夢みる給食」（2024年2月2日公開、まほろばスタジオ）[40]
- 新美の巨人たち（2024年10月 - 、テレビ東京）[41]

### ラジオ
- Juri's Favorite Note（2017年12月20日 - 2024年3月31日、JFN）

### CM
- ブーツ・ヘルスケア・ジャパン「クレアラシル・薬用フェイスウォッシュ」（2001年）
- ダノン「ダノンヨーグルト」（2002年）
- コロナ「ファンヒーターSPACE21」（2002年）
- JT「MEET YOUR DELIGHT」（2002年）
- J-PHONE「写メールクリスマスキャンペーン」（2002年）
- カルビー「夏ポテト」（2004年）※共演：瑛太
- ブリヂストンサイクル「アルベルト」（2004年、2005年、2006年）
- ハウス食品
  - 「フルーチェ」（2005年・2006年）※共演：みかんぼうや
  - 「夏に効くカレー」（2005年）※共演：ケイン・コスギ、森山未來
- 任天堂
  - 「おいでよ どうぶつの森」（2005年）
  - 「ピクミン」（2013年6月 - ）
- 花王
  - 「クリアクリーン」（2005年・2006年・2007年）
  - 「＃さがそう私の休み休み」プロジェクト[注 5]「休み、休みで、いきましょう。」篇（2021年9月22日 - ）※共演：3時のヒロイン、前野朋哉[42]
- ユニクロ「UNIQLO MIX SKINNY」（2006年）※共演：黒木メイサ
- NEC「LaVieシリーズ」「VALUESTARシリーズ」（2006年秋冬モデル - 2007年夏モデル）※共演：玉木宏、山本太郎
- 大塚製薬「ファイブミニ」
  - 『新野菜篇』（2007年）※共演：星野源
  - 『レタモン畑』篇 （2008年）
- JP日本郵政グループ 「年賀キャンペーン」（2007年）※共演：二宮和也
- ホンダ「ライフ」5代目
  - 『SMILE!登場』篇（2008年）
  - 『SMILE!LIFE』篇（2008年）
  - 『SMILE!PASTEL』篇（2008年）
  - 『SMILE!DIVA』篇（2009年）
- 食料自給率向上に向けた国民運動「FOOD ACTION NIPPON」（2008年）
- KDDI / 沖縄セルラー電話「au LISMO! Recommend キラー・ヴァージンロード×旅人」（2009年）※共演：福山雅治
- ダイワハウス、ダイワリビング
  - 「賃貸住宅『D-Room』」（2008年 - ）
  - 「D-room『いきなり大滝秀治・友達』篇」（2010年 - 2011年）
  - 「D-room『いきなり大滝秀治・妹』篇」（2011年）
  - 「D-room『ペットショップ』篇」（2011年 - 2012年）
  - 「D-room『仮面ライダー』篇」（2012年 - ）
  - 「D-room『父へのあいさつ』篇」（2014年9月 - ）[43]
  - 「D-room『夫婦シリーズ・はじまり』篇（2016年）
  - 「D-room『夫婦シリーズ・朝』篇（2017年）
  - 「D-room『夫婦シリーズ・夫の心配』篇（2018年）
  - 「D-room『夫婦シリーズ・妻・出張中』篇（2019年）
- オリックス生命
  - 「医療保険CURE（キュア）」（2007年 - ）
  - 「女性専用『医療保険CURE Lady』」（2008年 - ）
  - 「がん保険Believe」『クイズ』篇（2010年 - ）
- アサヒビール
  - 「チューハイ果実の瞬間」『ジャポーン』篇（2010年）
  - 「カクテルパートナー」（2011年6月 -）
- 資生堂
  - 「MAQuillAGE」（2009年 - 2010年）
  - 「HAKU」（2011年2月 - 2012年1月）
- クロスカンパニー「E hyphen world gallery」ブランドキャラクター（2011年2月 - 2012年9月）
  - 『パブにて』篇（2011春）
  - 『小道にて』篇（2011春）
  - 『町にて』篇（2011春）
  - 『マジック』篇（2011秋）
  - 『逆襲』篇（2011秋）
  - 『疾走』篇（2012春）
  - 『海辺』篇（2012春）
- 京王グループ （2011年4月 - ）
  - 『紅葉』篇（2011年、2012年）
  - 『新緑』篇（2012年）
- サントリー 「やさすい」（2013年5月 - ）
- CASIO「SHEEN」（2014年 - 2016年）
- コカ・コーラ「ヨーグルスタンド」（2016年4月 - ）
- カゴメ
  - 野菜生活100「ちゃっかり野菜LOVE。」篇（2020年1月20日 - ）[44]
  - 野菜生活Soy+「ちゃっかりSOYでもメンテ。」篇（2020年2月 - ）[45]
  - 野菜生活100 Smoothie「ちゃっかり野菜でチャージ。」篇（2020年3月 - ）[46]
  - 野菜生活100 Care+（ケアプラス）「ちゃっかり肌の潤いを守る。」篇（2020年10月 - ）
- 伊藤ハム 伊藤ハムギフト「親は、あなたを想っている。」篇（2021年9月 - ）[47]

### PV
- クレイジーケンバンド「クリスマスなんて大嫌い!!なんちゃって」（2002年）
- 竹内まりや「返信」（2006年）

### ポスター
- 図書カード（2002年）
- ブリヂストンサイクル（2002年）
- 日本損害保険協会 防火ポスター（2003年）
- 国民生活金融公庫（2004年）
- 国土交通省 自賠責保険（2005年）
- 名古屋市選挙管理委員会 名古屋市長選挙（2005年）

### その他
- 尾崎豊 青春の叫び BORN TO RUN （2002年4月、NHK-BS2）司会アシスタント
- 第30回社会人野球日本選手権大会開幕戦始球式担当（2003年11月22日）[48]
- みんなのうた 「じーじのえてがみ 〜グランドファザーズ・レター〜」 （2007年12月 - 2008年1月、NHK）
- みんなのうた 「えがおのはな」 （2010年6月 - 2010年7月、NHK）
- 畑のうた （2009年1月 - 2009年6月、テレビ東京）案内役出演
- JURI CINEMA SPECIAL ナニカ （2011年1月6日 - 2011年3月31日、GyaO!）Hanako誌上ロードムービーと連動したスペシャルムービー主演

## 書籍

### 写真集
- JURI first―上野樹里写真集（2004年、講談社）木村晴撮影 ISBN 4063646033
- PHOTO BOOK A PIACERE（2006年、ワニブックス）渋谷健太郎撮影 ISBN 4847029666
- JURI -ao akua-（2009年1月23日、ゴマブックス）小林雄一郎撮影　ISBN 4777112187

### 連載
- あなたへ（オーディション雑誌・月刊デビュー）終了
- ワニブックス@モバイル
- ナニカとツクルの旅（雑誌・Hanako）『上野樹里と5つの鞄』の『旅のあいだ』で監督を務めた高崎卓馬との共同連載　2010年5月27日発売号～2012年3月22日発売号
- ESSE『上野樹里のジュリゴト』（2019年4月5日 - 2022年11月2日、扶桑社）

## 作品

### DVD
- わんこ THE MOVIE 2 （2008年7月25日、ポニーキャニオン）ナレーション担当
- 上野樹里 ao akua（2009年1月23日、ASIN: B001JL3H1I ） アミューズソフトエンタテインメント

### CD

#### シングル
- 「のだめカンタービレ」おなら体操（2007年5月23日、ESCL-2945）EPICレコードジャパン
  - 1. おなら体操（歌：上野樹里）
2. 恋のGカップ（歌：萌：柚木涼香、薫：小野涼子）
3. プリごろ太のテーマ（プリごろ太マーチ 歌：ごろ太：工藤晴香、プリリン：川上とも子、カズオ：芝原チヤコ、リオナ：釘宮理恵、マイケル：大山鎬則）
4. おなら体操 （Inst.）
5. 恋のGカップ（Inst.）
- じーじのえてがみ 〜グランドファザーズ・レター〜（2007年12月5日、AZZL-10005）Aer-born
  - 1. じーじのえてがみ
2. じーじのえてがみ（カラオケ）
- えがおのはな（2010年6月30日、ASCM-6087）アミューズソフト
  - 1. えがおのはな（作詞・作曲：上野樹里）
2. えがおのはな（カラオケ）
  - NHK「みんなのうた」の2010年6月・7月のオンエア楽曲。

#### アルバム
映画『スウィングガールズ』のSWING GIRLSの一員として以下2作品を発表している。
- SWING GIRLS オリジナル・サウンドトラック（2004年8月21日、UPCH-1360）ユニバーサルJ
- SWING GIRLS LIVE!!（2005年3月23日、UPCH-1392）ユニバーサルJ

## 受賞歴
2005年
- 第28回日本アカデミー賞 新人俳優賞（『スウィングガールズ』）[49]
- 第59回毎日映画コンクール スポニチグランプリ新人賞（『チルソクの夏』『スウィングガールズ』）
- 第26回ヨコハマ映画祭 最優秀新人賞（『スウィングガールズ』『ジョゼと虎と魚たち』『チルソクの夏』）

2007年
- 第51回ザテレビジョンドラマアカデミー賞 主演女優賞（『のだめカンタービレ』）[50]
- 第31回エランドール賞 新人賞（『虹の女神 Rainbow Song』『のだめカンタービレ』）[51]

2008年
- 第12回「日刊スポーツ・ドラマグランプリ（GP）」助演女優賞　（『ラスト・フレンズ』）[52]
- ギャラクシー賞 2008年6月度 月間賞/2008年度 奨励賞 （『ラスト・フレンズ』（フジテレビ）の演技）[53]
- 第57回ザテレビジョンドラマアカデミー賞 助演女優賞（『ラスト・フレンズ』）[54]
- MTV STUDENT VOICE AWARDS（SVA） 2008 最優秀女優賞[55]
- 第21回日本メガネベストドレッサー賞 特別賞（今後メガネをかけて欲しい人）（2008年）[56]
- 東京ドラマアウォード2008 主演女優賞（『のだめカンタービレ in ヨーロッパ』『ラスト・フレンズ』）[57][58]
- 第18回TV LIFE年間ドラマ大賞 助演女優賞（『ラスト・フレンズ』）[59]
- 第5回TVnavi ドラマ・オブ・ザ・イヤー2008 最優秀助演女優賞（『ラスト・フレンズ』）[60]

2009年
- VOGUE NIPPON Women of the Year 2008[61]
- 第17回橋田賞 新人賞（2009年）[62]

2018年
- 第98回ザテレビジョンドラマアカデミー賞 助演女優賞（『グッド・ドクター』）[63]

2019年
- 第17回コンフィデンスアワード・ドラマ賞・主演女優賞（『監察医 朝顔』）[64]